# Badja Djola
Badja Medu Djola (9 de abril de 1948 en Nueva York - 8 de enero de 2005 en Los Ángeles, California) fue un actor estadounidense conocido por sus papeles en las películas Penitentiary y Half Dead.
A lo largo de su carrera ha participado en cerca de 50 películas entre las que destacan actuaciones secundarias como The Serpent and the Rainbow de Wes Craven y Mississippi Burning de Alan Parker entre otras producciones.
En 2005 falleció a los 56 años en Los Ángeles por infarto de miocardio y fue enterrado en el cementerio Inglewood Park de California.